# Luna Park (Cleveland)
Pour les articles homonymes, voir Luna Park.
Luna Park était un parc d'attractions situé à Cleveland dans l'Ohio de 1905 à 1929.

## Histoire
Son constructeur et propriétaire Frederick Ingersoll a bâti sur un terrain de 140 000m², quelques attractions dont des montagnes russes, des carrousels, un palais du rire, une grande roue, une piste de patins à roulettes, un Shoot the Chute, une salle de concert, un hall de danse, des autos-tamponneuses et un stade (nommé officieusement "Luna Bowl") où les équipes de football américain et de baseball pratiquaient,.
Les Cleveland Panthers de la première ligue de football américain et, après le démontage des premières attractions, et de la Negro League, l'équipe de baseball Cleveland Stars (1932), Cleveland Giants (1933), et Cleveland Red Sox (1934) occupèrent Luna Bowl comme base.
Le 12 décembre 1938, le dernier vestige du parc, la piste pour patins à roulettes fut détruite lors d'un incendie. En 1940, le promoteur immobilier Woodhill Homes construit des maisons sur l'ancien site du parc.